# Freisitz Unterach
Der Freisitz Unterach befand sich am Seeufer von Unterach am Attersee im Bezirk Vöcklabruck in Oberösterreich.

## Geschichte
Der Freisitz Unterach geht auf die Fischereiwirtschaft am Attersee zurück. Die Fischereirechte am Attersee teilten sich von alters her die später österreichisch-landesfürstliche Herrschaft Kammer, das Erzstift Salzburg und das Bistum Bamberg. Die Fischerei selber wurde von der Familie Vischmaister (Fischmeister) ausgeübt, welche die landesfürstlichen und bischöflichen Fischerei-Lehen („Fischsegen“) ununterbrochen bis 1497 besaß und ihren Sitz in Unterach hatte. Zum Besitz der Vischmaister gehörte auch die heutige Burgau auf der anderen Seite des Sees.
1552 brachte Wolfgang Lasser die Fischereilehen und die meisten Besitzungen der Vischmaister an sich. Er errichtete Schloss Lassereck am nordöstlichen Ortsrand von Unterach, woraufhin der Freisitz Unterach seine Bedeutung verlor.

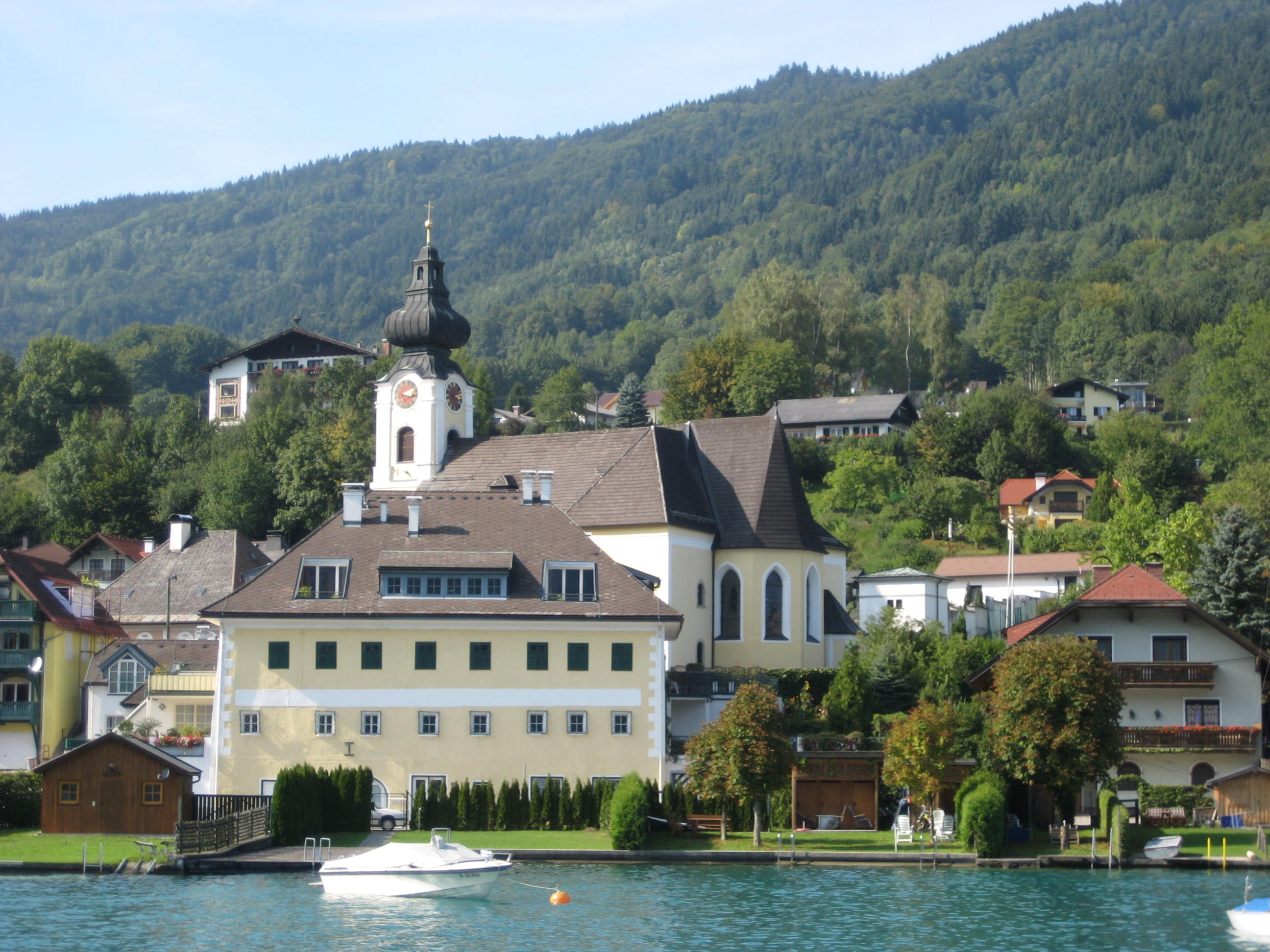
Das große Gasthausgebäude steht im Bereich des früheren Freisitzes

An der Stelle des Freisitzes befanden sich später die Gasthäuser „Zur Post“ und „Zum goldenen Schiff“.

## Persönlichkeiten
- Heinrich Vischmaister war um 1375 der erste namentlich bekannte Besitzer der Burgau.[3]
- Weitere Besitzer der Burgau waren Ulrich, dessen Sohn Benedikt und schließlich dessen Tochter Barbara Vischmaister, deren Gatte Eukarius Freytag 1530 starb.[3]
- „Hainrich der Vischmaister gesessen zu Unterach“ wurde 1423 genannt.
- Christoph Fischmeister wurde 1433 erwähnt.[2]
- Gilg Vischmeister war Mitte des 15. Jahrhunderts auf Burg Kogl, einem ursprünglich Bamberger Lehen, ansässig.
- Hieronymus Vischmeister folgte seinem Vater Gilg 1476–1477 als Pfleger der Herrschaft Attersee und besaß auch in Schwanenstadt einige Häuser.[4]